# Хоменко Сергій Леонідович
Сергій Леонідович Хоменко (нар. 25 жовтня 1977, Тернопіль, УРСР) — український футболіст та тренер, виступав на позиціях півзахисника та нападника.

## Кар'єра гравця
Народився в Тернополі, футбольну кар'єру розпочав у складі місцевої «Нива». Дебютував у футболці тернопільського клубу 9 березня 1998 року в програному (2:1) виїзному поєдинку 1/8 фіналу кубку України проти запорозького «Металурга». Сергій вийшов на поле в стартовому складі, а на 46-й хвилині його замінив Автанділа Сіхарулідзе. У Вищій лізі українського чемпіонату дебютував 17 березня 1998 року в переможному (2:0) домашньому поєдинку 16-о туру проти кіровоградської «Зірки». Хоменко вийшов на поле на 81-й хвилині, замінивши Сергія Турянського. Дебютним голом у футболці «Ниви» відзначився 13 березня 1999 року на 47-й хвилині переможного (3:2) домашнього поєдинку 17-о туру Вищої ліги проти донецького «Металурга». Сергій вийшов на поле на 46-й хвилині, замінивши Александра Кайдарашвілі. У футболці «Ниви» у Вищій лізі зіграв 43 матчі та відзначився 4-а голами, ще 5 поєдинків провів у кубку України. Двічі залучався до виступів фарм-клубу тернополян: чортківського «Кристалу» (1998, 1 поєдинок) та «Тернопіль-Нива-2» (2000, 8 матчів). У 2001 році виїхав до Болгарії, де підписав контракт з вищоліговим «Ботев 1912», проте в ньому надовго не затримався й зігравши 2 поєдинки повернувся до України.
Напередодні початку сезону 2001/02 років підписав контракт з львівськими «Карпатами», але за першу команду не зіграв жодного офіційного поєдинку. Проте виступав переважно за «Карпати-2», у складі яких дебютував 23 липня 2001 року в програному (1:2) виїзному поєдинку 2-о туру Першої ліги проти кіровоградської «Зірки». Сергій вийшов на поле в стартовому складі, а на 63-й хвилині його замінив Юрій Войтович. Дебютним голом за карпатівців відзначився 14 квітня 2002 року на 90+2-й хвилині переможного (1:0) домашнього поєдинку 24-о туру Першої ліги проти «Електрометалурга-НЗФ». Хоменко вийшов на поле на 68-й хвилині, замінивши Руслана Платона. У складі «Карпат-2» у Першій лізі 47 матчів та вілзначився 6-а голами. Також у цей період залучався до матчів «Карпат-3» (11 матчів, 4 голи). У 2003 році виїхав до Швеції, де виступав за нижчоліговий «Юнселе».
У 2007 році виступав за аматорський клуб «Галич» (Збараж).

## Кар'єра тренера
По завершенні кар'єра гравця розпочав тренерську діяльність. З 23 травня 2010 року до кінця року допомагав тренувати тернопільську «Ниву».